# Lijst van scoutinggroepen in Limburg (België)
Dit is een overzicht van scoutinggroepen in Limburg (België).

## FOS Open Scouting
- 263e FOS de Dolfijn (Diepenbeek)

## Scouts en Gidsen Vlaanderen

### Nummerinformatie
De nummering van groepen bij Scouts en Gidsen Vlaanderen volgt een strikt patroon. De code bestaat uit een letter, 4 cijfers en opnieuw een letter. Onderstaande tabel legt de betekenis van deze tekens uit.
| code                   | betekenis                                                                         |
| ---------------------- | --------------------------------------------------------------------------------- |
| Eerste letter          | Lettercode voor de provincie                                                      |
| Eerste cijfer          | Gouwnummer binnen provincie                                                       |
| Tweede cijfer          | Districtnummer binnen gouw                                                        |
| Derde en vierde cijfer | Nummer van een groep binnen district                                              |
| Laatste letter         | - P: Gouw - D: District - M: Meisjesscouts - S: Jongensscouts - G: Gemengde groep |

### Gouw Limburg
- L1000P: Gouw Limburg

#### District Herckenrode
- L1100D: District Herckenrode
- L1101M: O.-L.-Vrouw Van Vrede (Hasselt)
- L1102S: Lodewijk Lavki (Hasselt)
- L1103M: Pater Damiaan (Hasselt)
- L1104G: Luther King - Moeder Teresa (Alken)
- L1106G: Herckenrode (Hasselt) (AKABE-groep)
- L1111G: Welsco (Wellen)
- L1112S: St.-Martinus (Hasselt)
- L1113G: Juventa (Zonhoven)
- L1114G: Scouting - Godsheide (Hasselt)
- L1118G: Sint Michiel - Anne Frank (Hasselt)

#### District Grevenbroeck
- L1200D: District Grevenbroeck
- L1201G: O.-L.-Vrouw (Bree)
- L1203G: Jan Van Eyck (Maaseik)
- L1205G: St.-Pieter (Lommel)
- L1206M: St.-Jozef (Neerpelt)
- L1209G: Scouts & Gidsen Neerpelt Centrum
- L1212S: St.-Jozef (Neerpelt)
- L1213G: Tijlgroep en Globetrotters (Hamont-Achel)
- L1214G: Pebbles (Kinrooi) (zeescouts)
- L1216G: St.-Willibrodus Akabe (Neerpelt)
- L1217G: Scouts & Gidsen Peer

#### District Mijnheide
- L1300D: District Mijnheide
- L1301G: Scouts Rumanzeis (Riemst)
- L1302G: Mastentop (Maasmechelen)
- L1303S: Heilig Hartgroep (Genk)
- L1307G: Centrumgroep (Genk)
- L1308G: Don Bosco (Genk)
- L1311G: St.-Lambertus (Lanaken)
- L1313G: Schorave (Bilzen)
- L1315G: Bavo (Bilzen)
- L1316G: Reynaert (Bilzen)

#### District Toxandria - Mastentop
- L1400D: District Toxandria - Mastentop
- L1403G: Baden-Powell (Tessenderlo)
- L1404G: De Pereboom (Heusden-Zolder)
- L1405G: St.-Paulus (Paal)
- L1406G: St.-Jan Berchmans (Koersel)
- L1407G: Scouting Engsbergen
- L1409G: Limburgse Leeuwen (Ham)
- L1410G: O.-L.-Vrouw (Donk)
- L1411G: St.-Franciscus (Leopoldsburg)
- L1412G: Scouts Bolderberg (Bolderberg)
- L1413G: St.-Bavo (Heusden-Zolder)
- L1414M: O.-L.-Vrouw Hemelvaart (Leopoldsburg)
- L1414S: O.-L.-Vrouw (Leopoldsburg)
- L1415G: St.-Jozef - August Cuppens (Beringen)
- L1416G: Akabe Tervant (Paal)
- L1417G: Scouts & Gidsen Tessenderlo Centrum

#### District Haspengouw
- L1600D: District Haspengouw
- L1601G: St.-Joris (Landen)
- L1602M: St.-Kristina (Sint-Truiden)
- L1604G: St.-Leonardus (Zoutleeuw)
- L1605S: St.-Trudo (Sint-Truiden)
- L1606S: St.-Augustinus (Sint-Truiden)
- L1607G: St.-Franciscus (Rutten)
- L1611G: St.-Martinus (Velm)
- L1612G: St.-Servaes (Tongeren)